# Zadelzwam
De zadelzwam (Polyporus squamosus) is een paddenstoel uit de familie Polyporaceae.

## Habitat
De zadelzwam is een vaak geziene paddenstoel op levende bomen en dood hout. De soort komt het gehele jaar voor. De zadelzwam heeft een bijzondere voorkeur voor de iep en beuk. Soms komt de zadelzwam ook hoog boven de grond voor.

## Eigenschappen

### Hoed
De hoed heeft een diameter van 10-30(-60) cm en is waaiervormig. Hij is geelbruinachtig met concentrische ringen van bruine schubben.

### Steel
De steel is 3-8 cm hoog en 3-8 cm dik. Bovenaan is de steel licht geelbruin, onderaan bruinzwart. De steel zit bijna nooit centraal.

### Buisjes
De buisjes zijn kort, netvormig aflopend op de steel. Aanvankelijk zijn ze wit, maar later worden ze geelachtig.

### Vlees
Het vlees is wit. Bij jonge exemplaren is het zacht, later wordt het kurkachtig. Vaak heeft het vlees een meelgeur. In het vlees zitten vaak kleine kevertjes. Dit zijn meestal exemplaren van de boletenzwartlijf (Diaperis boleti).

## Foto's

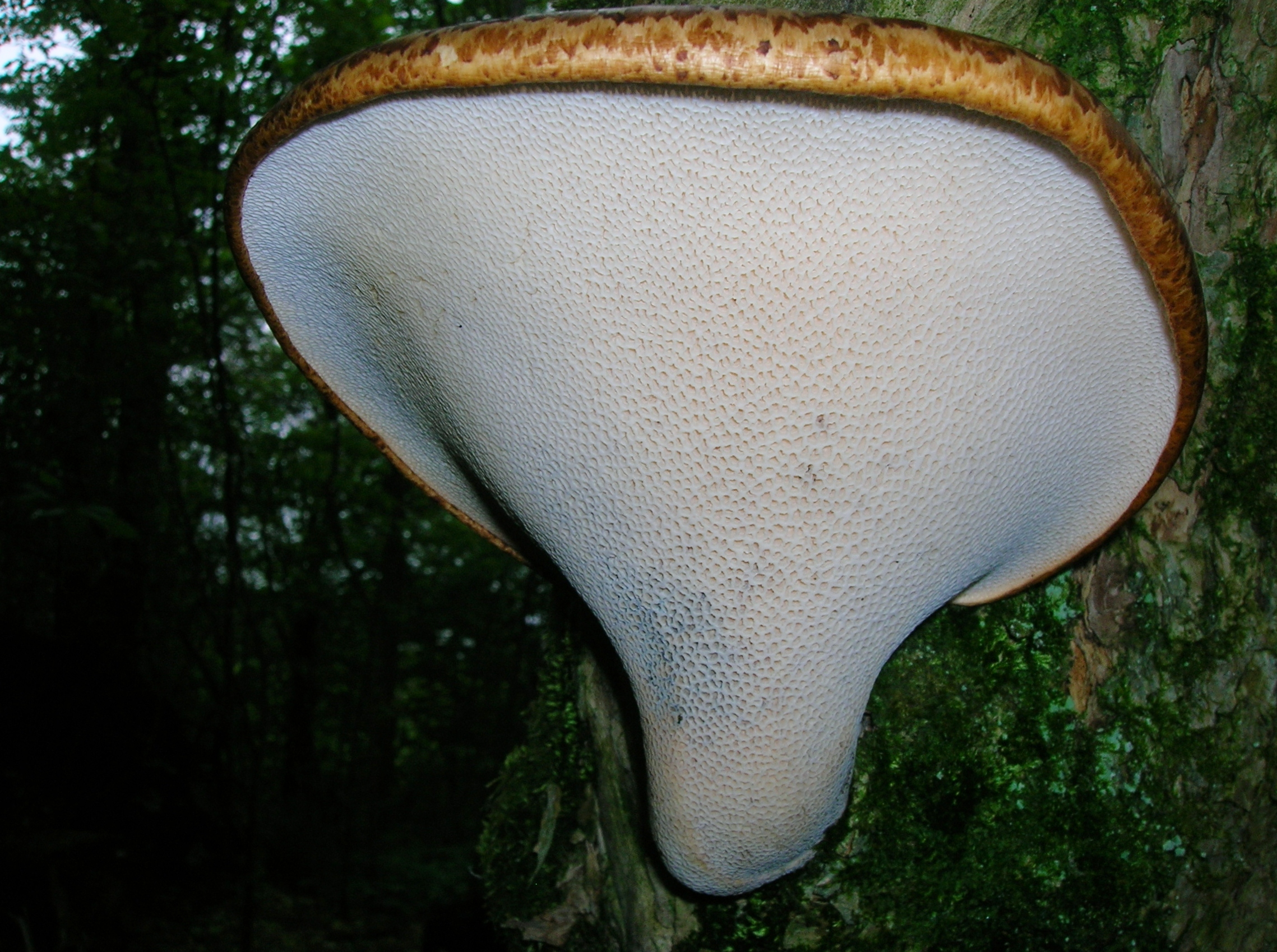
Onderkant
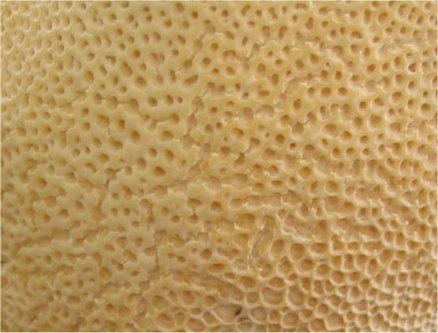
Poriën